# Investment Dar
Investment Dar är ett Kuwait-baserat investmentbolag som grundades i oktober 1994. Man har bland annat ägandeintressen i bilförsäljning, transporter och muslimsk bankverksamhet. Sedan 2007 är man delägare i den brittiska biltillverkaren Aston Martin, tillsammans med David Richards och Adeem Investment.
Grundaren, Adnan Al-Musallam är även vd och ordförande i bolaget. Av de omkring åttahundra ägarna är de flesta baserade i Kuwait eller närliggande länder som Saudiarabien, Förenade Arabemiraten, Bahrain, Qatar och Oman.